# Moraxella catarrhalis
Moraxella catarrhalis – tlenowa, otoczkowa bakteria Gram ujemna stanowiąca florę fizjologiczną błon śluzowych. Wzrasta na agarze zwykłym oraz na podłożach wzbogaconych, także w temperaturze 22 °C. Nie potrafi wytwarzać kwasu z węglowodanów, jest katalazo oraz oksydazo dodatnia. Kolonie układają się zazwyczaj w dwoinki (ziarenkowce).
Bakteria wcześniej nazywana była Neisseria catarrhalis oraz Branhamella catarrhalis (ta druga nazwa jest wciąż używana).

## Chorobotwórczość
Większość dzieci i dorosłych jest nosicielami bakterii. Groźna staje się, gdy dochodzi do zakażenia wirusem albo gdy dochodzi do osłabienia odporności organizmu.
Moraxella catarrhalis odpowiada głównie za nawracające zapalenia dróg oddechowych, w tym zapalenia zatok, rzadziej ucha środkowego i opon mózgowych. Ze względu na wytwarzanie β-laktamazy przez część szczepów, może wystąpić oporność na penicyliny oraz cefalosporyny I generacji. Lekiem z wyboru jest kotrimoksazol, cefalosporyny wyższych generacji lub penicylina z inhibitorem.